# 폴 반 에이크
폴 반 에이크(영어: Paul van Eijk, 1986년 3월 16일 ~ )는 쿡 제도의 축구 선수로 포지션은 수비수이다. 현재는 니카오 소커택 소속으로 뛰고 있다.